# Elba Rosa Pérez Montoya

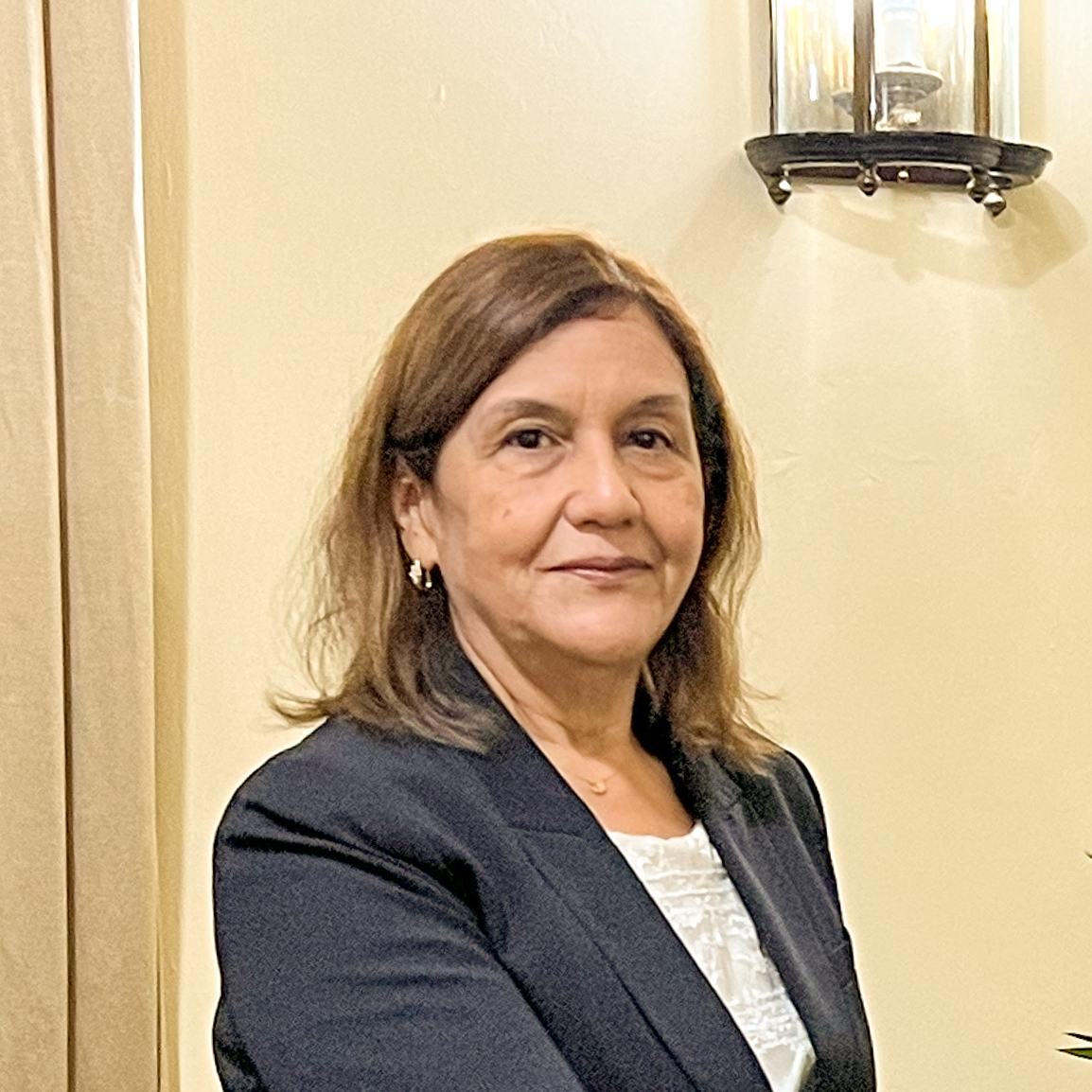
Elba Rosa Pérez Montoya, 2022

Elba Rosa Pérez Montoya (* 20. November 1960) ist eine kubanische Politikerin der Kommunistischen Partei Kubas PCC (Partido Comunista de Cuba), die seit 2012 Ministerin für Wissenschaft, Technologie und Umwelt im Ministerrat Kubas war. Im Februar 2024 wurde sie, zusammen mit zwei weiteren Ministern, entlassen.

## Leben
Elba Rosa Pérez Montoya absolvierte nach dem Schulbesuch ein Studium, das sie mit einem Master (Máster en Ciencias). Danach war sie als Professorin und Abteilungsleiterin an der Fakultät für Sozial- und Humanwissenschaften der Universidad de Oriente in Santiago de Cuba sowie als Generalsekretärin des dortigen Parteikomitees. Des Weiteren war sie Funktionärin in der ZK-Abteilung für Bildung, Wissenschaft und Kultur sowie Kandidatin des ZK der Kommunistischen Partei Kubas PCC. Außerdem war sie Präsidentin des Rates für Wissenschaft und Technologie der Ständigen Kommission für die Umsetzung der Leitlinien der Wirtschafts- und Sozialpolitik der Partei und der Revolution. Sie war beim V. Parteikongress 1997, beim VI. Parteikongress 2011 sowie beim VII. Parteikongress 2016 Delegierte und wurde jeweils zum Mitglied des ZK der PCC gewählt.
Elba Rosa Pérez Montoya, die auch Mitglied der Nationalversammlung der Volksmacht ist, wurde 2012 Nachfolgerin von José Miguel Miyar Barruecos Ministerin für Wissenschaft, Technologie und Umwelt (Ministra de Ciencia, Tecnología y Medio Ambiente) im Ministerrat Kubas.